# 三塚龍哉
三塚 龍哉（みつづか りゅうや、1999年2月17日 - ）は、神奈川県秦野市出身のサッカー選手。ポジションはMFもしくはFW。

## クラブ歴
10歳の時にスペインに移住しUEコルネジャの下部組織に入った。その後SC相模原U-21に在籍した。
2020年1月10日にアルビレックス新潟シンガポールへの加入が発表された。同年末に退団した。
2021年4月に神奈川県社会人サッカーリーグ所属のイトゥアーノFC横浜に加入。翌年3月に退団が発表された。